# Ески Сарај
Ески Сарај ( „Стара палата“ на турском), познат и као Sarây-ı Atîk-i Âmire, био је раскошан објекат у Цариграду током периода османске владавине, и прва таква палата изграђена у граду након освајања Цариграда 1453. Налазила се у четврти Бејазит у округу Фатих, у области у којој се сада налази главни кампус Истанбулског универзитета, између џамије Сулејманије и џамије Бајазита II.

## Изградња палате
Изградња палате је почела убрзо након освајања 1453. године, а завршена је 1458. године. Иако су историчари тог периода попут Дуке и Критовула са Имброса тврдили да је изградња завршена 1455.  опште мишљење је да су до тада разни делови као што су харем и вила били завршени, али да је изградња у потпуности завршена тек 1458. године.
Евлија Челебија је у свом Путопису навео да је градња палате почела 1454. године на месту старе цркве и да је палата била окружена чврстим правоугаоним зидом прекривеним плавим оловом, чији је обим износио 12.000 аршина, што је приближно 9 km (5,6 mi)  

## Премештање двора
Касније током своје владавине, Мехмед II је почео да гради Топкапи палату, а када је палата завршена 1478. године, настанио се у њој. Иако је султан живео у Топкапи палати, наставио је да посећује харем у Ески Сарају одређеним данима у недељи. У наредним годинама, палата и њено земљиште претрпели су бројне промене. Почетком 1500-их, султан Бајазит II је саградио џамију делимично на територији палате. Насух Матракчија је направио минијатуру палате, са два зида и стамбеним зградама дуж унутрашњег зида. У периоду између 1540. и1541, Ески Сарај је у великој мери изгорео у пожару. Након пожара, који је уништио харем палате, харем тадашњег султана, Сулејмана Величанственог, трајно је пресељен у палату Топкапи („Нова палата“), где ће харем свих наредних султана и остати. У Ески Сарај су на захтеве владајућих Валиде султанија слате мајке преминулих султана, жене бивших султана, осрамоћене конкубине или принчеви оптужени за издају.
У периоду између 1625. и 1632, за време владавине Мурада IV, палата је обновљена, али је 1687. године у близини палате избио велики пожар, који је до следеће вечери захватио Ески Сарај. Пожар је трајао пет сати и велики део палате је изгорео. Већину становника палате су успеле спасити аге и друге слуге, али је Султанија Хатиџе Муазез подлегла последицама пожара већ наредног дана. Остаци палате нису сачувани.